# TuS Wiehl
Der TuS Wiehl (offiziell: Turn- und Sportverein 1891 Wiehl e. V.) ist ein Sportverein aus Wiehl im Oberbergischen Kreis. Die frühere Fraueneishockeymannschaft spielte fünf Jahre in der Bundesliga und wurde zweimal deutscher Vizemeister. Die Para-Eishockeymannschaft spielt in der Deutschen Para-Eishockey Liga.

## Abteilung Eissport
Die Abteilung wurde 1976 als achte Abteilung in den TuS Wiehl aufgenommen und begann in der Saison 1976/77 erstmals den Spielbetrieb in den Sportarten Eishockey und Eiskunstlauf. 1977 wurde mit Curling eine weitere Eissportart hinzu. Später kam noch die Sportart Sledgeeishockey kam dazu. Das Eissporthalle Wiehl wurde am 4. Mai 1975 eröffnet. 1994 gründete die Eissportabteilung einen eigenen Verein, den TUS Wiehl Eissport-Club e. V., seit 2012 lautet der Vereinsname TuS Wiehl ESC e. V.

### Eishockey
Die Fraueneishockeymannschaft war zwischen 1994 und 1997 und erneut zwischen 1998 und 2000 Teilnehmer an der Bundesliga. In den Spielzeiten 1994/95, 1995/96 und 1996/97 wurden die Wiehlerinnen jeweils Vizemeister der Nordgruppe. Größte Erfolge waren die deutschen Vizemeisterschaften 1996 und 1997. In den Endspielen unterlag die Mannschaft jeweils der ESG Esslingen. In der Saison 1999/2000 wurden die Wiehlerinnen Dritte, bevor die Mannschaft aufgelöst wurde. Die Mannschaft wurde während der Zeit von Thomas Althausen (Cheftrainer) und Ulrich Hecht (Co- und Torwarttrainer) betreut.
Der Seniorenmannschaft des TuS, die früher den Beinamen Grizzlys und später den Beinamen Penguins führte, konnte sich zwar zwischen 1986/87 und 1991/92 regelmäßig für die Qualifikation zur Regionalliga teilnehmen – sie nahm aber erstmals an der – viertklassigen – Regionalliga Nord 1992/93 teil. Später gelang der Mannschaft des TuS noch das Erreichen der Qualifikation zur 2. Liga Nord 1995/96. Im Bereich der Ligen des LEV NRW gelang es Mannschaft des Tus 2004/05 erstmals wieder der Aufstieg in die Regionalliga NRW 2005/06, die aber sportlich gehalten werden konnte. Neben der Seniorenmannschaft der Penguins, die an der – viertklassigen – Regionalliga West teilnimmt, nehmen unter dem Dach des TuS Nachwuchsmannschaften am Spielbetrieb teil.
Seit 2008 gibt es eine Para-Eishockeymannschaft bei den Wiehl Penguins, die in der Deutschen Para-Eishockey Liga antritt. Diese war seit 2002 als Yetis Wiehl aktiv und spielte von 2005 bis 2008 sowie von 2012 bis 2017 in einer Spielgemeinschaft mit den Kamen Barbarians als SG Kamen/Wiehl und in der Saison 2017/18 mit dem Kölner Eis-Klub als Spielgemeinschaft NRW. Sie war an drei Meisterschaften beteiligt: 2008 und 2018 in Spielgemeinschaften, 2019 holten sie den Titel selbst.

## Abteilung Fußball

### Fußball im TuS Wiehl
Die Fußballabteilung geht auf dem im Herbst 1919 gegründeten Spiel- und Sportverein Wiehl zurück, der sich im Jahre 1920 mit dem Turnverein Wiehl zusammenschloss. Im Rahmen der Reinlichen Scheidung trennten sich die Fußballer am 21. Dezember 1923 als Wiehler SC ab. 1932 vereinigten sich beide Vereine wieder zum heutigen TuS Wiehl. Sportlich pendelten die Fußballer des TuS Wiehl jahrzehntelang zwischen Bezirks- und Kreisklasse. Ab 1989 etablierte sich die Mannschaft in der Bezirksliga. Im Jahre 2000 trennte sich die Fußballabteilung vom TuS Wiehl und tritt seitdem als FV Wiehl 2000 an.

### Nachfolgeverein FV Wiehl
Unter dem neuen Namen stieg die Mannschaft in den Jahren 2003 und 2006 jeweils in die Kreisliga B ab. Im Jahr 2008 gelang der Wiederaufstieg in die Kreisliga A, wo sich die Wiehler schnell etablieren konnten. Dem Aufstieg in die Bezirksliga im Jahre 2013 folgte der Durchmarsch in die Landesliga ein Jahr später. Größter Erfolg war der vierte Platz in der Saison 2016/17.
Der FV Wiehl brachte mit Niclas Heimann einen späteren Profi hervor. Heimspielstätte ist die Walter-Lück-Sportanlage.